# سياه مكان بزرغ
سياه مكان بزرغ (بالفارسية: سیاه‌مکان بزرگ) هي قرية تقع في قسم ليراوي الشمالي الريفي (مقاطعة ديلم) في إيران. يقدر عدد سكانها بـ 702 نسمة بحسب إحصاء 2016.